# Acantholeucania caricis
Acantholeucania caricis är en fjärilsart som beskrevs av Treitschke 1835. Acantholeucania caricis ingår i släktet Acantholeucania och familjen nattflyn. Inga underarter finns listade i Catalogue of Life.